# Sergio van Dijk
Sergio van Dijk (Assen, 6 augustus 1982) is een Nederlands-Molukse voetballer die als aanvaller speelt.
In Assen voetbalde Sergio van Dijk voor LTC. Vervolgens vertrok hij naar FC Groningen waar hij zijn eerste en enige goal voor de Groningers in de wedstrijd tegen Go Ahead Eagles maakte. Bij Groningen wist hij echter nooit echt door te breken waarna hij besloot om naar Helmond Sport te gaan. Daar ging het redelijk, maar veel scoorde hij niet in drie seizoenen. Daarna vertrok hij naar FC Emmen, waar hij in zijn eerste seizoen tot de winterstop topscorer van de Jupiler League was. Na de winterstop ging het echter minder. Hij scoorde slechts eenmaal. In het tweede seizoen ging het na een zwakke eerste seizoenshelft beter in de tweede helft en wist hij nog 12 maal het net te vinden.
In het seizoen 2007/2008 kwam ook de broer van Sergio van Dijk, Danny van Dijk bij FC Emmen voetballen, als tijdelijke vervanger van de lang geblesseerde Guus de Vries.
In juni 2008 tekende hij voor twee jaar bij de Australische club Queensland Roar. In februari 2010 werd hij voor een half jaar uitgeleend aan Adelaide United, daarna stapte hij definitief over naar de club uit Adelaide. In februari 2013 tekende hij een contract bij Persib Bandung in Indonesië. De club moest 400.000 euro aan Adelaide betalen, waardoor hij de duurste aankoop in de geschiedenis van het Indonesisch voetbal werd.
Inmiddels is Van Dijk genaturaliseerd tot Indonesiër. Op 23 maart 2013 maakte hij zijn debuut in het Indonesisch voetbalelftal tegen Saoedi-Arabië. Op 7 juni 2013 mocht hij meespelen in de vriendschappelijke wedstrijd tegen het Nederlands elftal.

## Carrière
| Seizoen | Club            | Competitie             | Wedstrijden | Doelpunten |
| ------- | --------------- | ---------------------- | ----------- | ---------- |
| 1999/00 | FC Groningen    | Eerste Divisie         | 2           | 1          |
| 2000/01 | FC Groningen    | Eredivisie             | 0           | 0          |
| 2001/02 | FC Groningen    | Eredivisie             | 0           | 0          |
| 2002/03 | Helmond Sport   | Eerste Divisie         | 23          | 0          |
| 2003/04 | Helmond Sport   | Eerste Divisie         | 32          | 9          |
| 2004/05 | Helmond Sport   | Eerste Divisie         | 27          | 4          |
| 2005/06 | FC Emmen        | Eerste Divisie         | 38          | 18         |
| 2006/07 | FC Emmen        | Eerste Divisie         | 37          | 12         |
| 2007/08 | FC Emmen        | Eerste Divisie         | 20          | 5          |
| 2008/09 | Queensland Roar | A-League               | 23          | 12         |
| 2009/10 | Queensland Roar | A-League               | 27          | 13         |
| 2010/11 | Adelaide United | A-League               | 25          | 16         |
| 2013    | Persib Bandung  | Indonesia Super League | 2           | 3          |
| 2014    | Sepahan FC      | Iran Pro League        | ??          | ??         |
| 2014/15 | Suphanburi FC   | Thai Premier League    | ??          | ??         |
| 2015/16 | Suphanburi FC   | Thai Premier League    | ??          | ??         |
| 2015/16 | Adelaide United | A-League               | ??          | ??         |
| 2016    | Persib Bandung  | Indonesia Super League | ??          | ??         |
| 2017    | Persib Bandung  | Liga 1                 | ??          | ??         |
| 2017/18 | VV Pelikaan-S   | Tweede klasse Zaterdag | ??          | ??         |
| Totaal  | Totaal          | Totaal                 | 250         | 88         |